# ゴルクスハイマータール
ゴルクスハイマータール (ドイツ語: Gorxheimertal) はドイツ連邦共和国ヘッセン州ベルクシュトラーセ郡に属す町村（以下、本項では便宜上「町」と記載する）。

## 地理

### 位置
ゴルクスハイマータールは長く延びたグルンデルバッハ渓谷に位置し、オーデンヴァルトに含まれる。隣接するヴァインハイムの高台にあたるオーデンヴァルトとヘッシシェ・リートとの間、同時にバーデン＝ヴュルテンベルク州とヘッセン州との間の斜面に位置している。

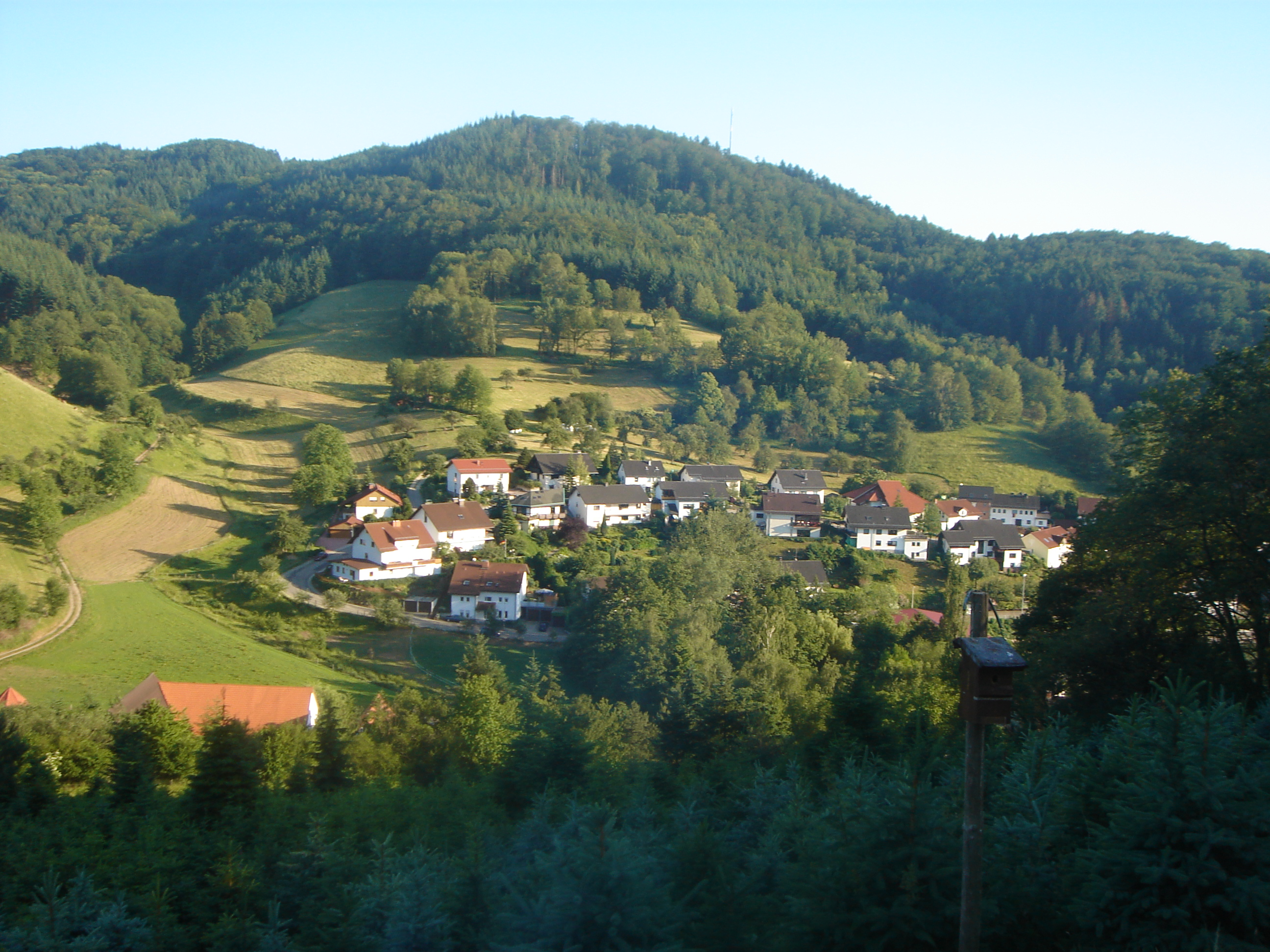
ダウムベルク

この町をグルンデルバッハ川が貫いて流れている。トレーゼル地区の東端にはヴァルトコプフとダウムベルクという2つの山があり、ゴルクスハイマータールの東の町境を形成している。

### 隣接する市町村
ゴルクスハイマータールは、北はビルケナウ、東はアプトシュタイナハ、南東はハイリヒクロイツシュタイナハ、南と西はヴァインハイム（最後の2つはバーデン＝ヴュルテンベルク州ライン＝ネッカー郡）と境を接する。

### 自治体の構成
この町は、ゴルクスハイム、ウンター＝フロッケンバッハ、トレーゼルの3地区からなる。

## 歴史
900年頃に、ウンター＝フロッケンバッハが「Waldhufendorf」として、1071年にはトレーゼルが「Reihen-Hufendorf」として、それぞれ初めて文献に記録されている。ゴルクスハイムは、この地区にある銅鉱山との関係で、1486年に初めて文献上で言及されている。元々はロルシュ修道院の所領であったが、1232年にマインツ大司教領、1463年にプファルツ選帝侯領、1623年に再びマインツ大司教領に戻されるといった具合に領主が変遷した。1803年にこの渓谷はヘッセン大公領となり、ベツィルク・アプトシュタイナハ（ベツィルクとは、当時の地方行政区分）の管轄下に移された。

### 市町村合併
1971年にゴルクスハイム(Gorxheim)とウンター＝フロッケンバッハ(Unter-Flockenbach)が合併してグルンデルバッハタール(Grundelbachtal)という自治体が発足し、1972年にこれにトレーゼル(Trösel)が合併することで現在のゴルクスハイマータールが成立した。

## 行政
ゴルクスハイマータールの町議会は17議席からなる。

## 引用
1. ↑  Hessisches Statistisches Landesamt: Bevölkerung in Hessen am 31.12.2023 (Landkreise, kreisfreie Städte und Gemeinden, Einwohnerzahlen auf Grundlage des Zensus 2011)]